# Пуангпонсри, Васават
Васават «Кунгфу» Пуангпонсри (тайск. วสวรรธน์ พวงพรศรี; род. 1995, Накхонратчасима, Таиланд) — таиландский политический и государственный деятель, председатель партии «Пхыа Тхаи Руампхаланг».

## Биография

### Ранние годы
Васават Пуангпонсри родился в провинции Накхонратчасима, а вырос в Ангтхонг. Обучался в средней школе провинции Чонбури и получил степень бакалавра в Университет Хуачио Чалермпракиет (кафедра английского и китайского языков). Васават с детства интересовался политикой и помогал своей матери в предвыборной кампании, когда та выдвигалась в Палату представителей от провинции Ангтхонг

### Карьера
После окончания университета Васават Пуангпонсри работал в сфере экспорта в крахмальном бизнесе семьи Вангсупакиткосол, получив опыт в международной торговле сельскохозяйственной продукцией. Также работал секретарём председателя администрации провинции Накхонратчасима.
25 октября 2021 года был избран первым лидером «Пхыа Тхаи Руампхаланг», возглавив избирательную кампанию новой партии в Палату представителей на выборах 2023 года. В результате, два кандидата партии выдвигавшиеся в избирательных округах в провинции Убонратчатхани, одержали победу, и партия прошла в парламент. 18 мая 2023 года партия присоединилась к формирующейся правительственной коалиции, а 22 мая Пуангпонсри, как лидер «Пхыа Тхаи Руампхаланг», подписал восьмипартийный Меморандум о взаимопонимании. Однако попытка избрать кандидата от партии «Движение вперёд» была заблокирована, после чего формирование правительства было передано партии «Пхыа Тхаи», которая выдвинула Сеттху Тхависина кандидатом в премьер-министры. Была сформирована новая консервативная коалиция без участия «Движения вперёд» под руководством «Пхыа Тхаи», в которой «Пхыа Тхаи Руампхаланг» также приняла участие.